# Estádio Nacional de Kaohsiung
O Estádio Nacional de Kaohsiung (em chinês: 國家體育場) é um estádio multiuso localizado em Kaohsiung, em Taiwan, sendo o maior do país, foi inaugurado em 2009, tem capacidade para 55.000 espectadores.